# A Sphere in the Heart of Silence
Albums de John Frusciante et Josh Klinghoffer
Inside of Emptiness
(2004) Curtains
(2005)
A Sphere in the Heart of Silence est un album composé par Josh Klinghoffer et John Frusciante, sorti le 23 novembre 2004 sous le label Record Collection. Il est basé principalement sur l'électronique.

## Genèse et réalisation
Les deux artistes sont des collaborateurs réguliers et ont déjà co-signé quelques chansons sur les albums solos précédents de John Frusciante. Josh Klinghoffer l'accompagnera sur tous ces albums solos de 2004 (Shadows Collide with People) jusqu'à 2009 (The Empyrean).
Il s'agit du cinquième album d'une série de six, que John Frusciante a sortis entre juin 2004 et février 2005. 
Frusciante précise : "C'est de la musique électronique mais bien plus brute. Nous avons enregistré de la même manière que sur  Inside of Emptiness  - avec toutes les qualités produites par la perte de contrôle que j'ai incorporé à ma façon de jouer et d'enregistrer - mais nous avons utilisé des instruments électroniques. Il y a quelques trucs technos avec des hurlements de voix dans l'esprit punk-rock. C'est qu'un album de sept chansons mais c'est long de 38 minutes environ".
L'album est réédité le 11 décembre 2012 par le label Record Collection en vinyle 180 grammes, accompagné de liens de téléchargements de l'album aux formats MP3 et WAV.

## Titres de l'album
Toutes les chansons ont été écrites par John Frusciante et Josh Klinghoffer.
| No | Titre            | Durée |
| -- | ---------------- | ----- |
| 1. | Sphere           | 8:29  |
| 2. | The Afterglow    | 5:19  |
| 3. | Walls            | 6:19  |
| 4. | Communique       | 6:55  |
| 5. | At Your Enemies  | 4:23  |
| 6. | Surrogate People | 5:20  |
| 7. | My Life          | 1:35  |

## Personnes ayant collaboré
- John Frusciante : programmeur, guitare, chant principal dans The Afterglow, Walls, et My Life, seconde voix, traitements vocaux, cordes synthétiques, percussions, guitare acoustique, synthétiseur, basse, piano, producteur, design
- Josh Klinghoffer : guitare, basse, synthétiseur, boucles de batterie, percussions, chant principal dans Communique, At Your Enemies, et Surrogate People, seconde voix, piano, producteur
- Ryan Hewitt : ingénieur, mixeur
- Chris Reynolds : assistant
- Jason Gossman : assistant
- Bernie Grundman : monteur
- Lola Montes Schnabel : photographe
- Mike Piscitelli : design
- Dave Lee : technicien